# Curtarolo
Curtarolo ist eine norditalienische Gemeinde (comune) mit 7165 Einwohnern (Stand 31. Dezember 2023) in der Provinz Padua in Venetien. Die Gemeinde liegt etwa 12 Kilometer nordnordwestlich von Padua an der Brenta. 

## Verkehr
Durch das Gemeindegebiet führt die frühere Strada Statale 47 della Valsugana von Padua nach Bassano del Grappa.